# Venascha
Venascha o Venaissa (italià i piemontès Venasca) és un municipi italià, situat a la regió del Piemont. L'any 2007 tenia 1.578 habitants. Està situat a la Val Varacha, dins de les Valls Occitanes. Limita amb els municipis de Brondèl, Brossasc, Isascha, Panh, Peasc, Rossana i Valmala.

## Administració
| Període | Identitat       | Partit        |
| ------- | --------------- | ------------- |
| 2004-   | Dario Ballatore | Llista cívica |